# Muriel Hasbun
Muriel Hasbun  (San Salvador, 1961) es una fotógrafa salvadoreña. Sus obras son principalmente reconocidas por documentar en lo emotivo y la resonancia en diversas narrativas en la historia de El Salvador como puntos de intercambio, explora la trama de la identidad por medio de la fotografía en cuarto oscuro. 

## Trayectoria
Hija de padre salvadoreño y madre francesa, creció en un ambiente rodeado de arte. Su padre, aunque dentista de profesión, era fotógrafo, y su madre, Janine Janowski, fundadora de la Galería El Laberinto. Cuando tenía 15 años tomó por primera vez una cámara Canon AE-1 con la que comenzó a explorar la identidad, la memoria y la migración.
En 1983, obtuvo una licenciatura cum laude en literatura francesa en la Universidad de Georgetown y en 1989 se graduó con una Maestría en Bellas Artes en fotografía en la Universidad George Washington, donde estudió con el fotógrafo Ray K. Metzker. Fue instructora en la American University en Washington hasta 1996.
Sus fotografías han sido adquiridas para colecciones privadas y públicas, como el Museo de Arte de las Américas, el Banco DC Art, Universidad Lehigh, el Museo Smithsonian de Arte Americano y la Biblioteca Nacional de Francia. Desde el 2006 hasta el 2008 fue becaria Fulbright, profesora asociada y coordinadora del área de fotografía artística en la Universidad Corcoran de Arte y Diseño en Washington.[cita requerida]  Desde 2009 hasta 2013 trabajó en «X post facto» donde fue creada para dar testimonio de las heridas tan profundas y complejas como las que dejó nuestra guerra civil. En 2021 la obra «¿Sólo una sombra?» que forma parte de la serie «Santos y sombras», la cual explora la historia de la migración de la familia de la fotógrafa Muriel Hasbun hacia El Salvador, fue adquirida para la colección permanente del Whitney Museum of American Art de Nueva York.

Mi obra fotográfica es un proceso de reencuentro, de síntesis y de recreación. Con ella, el pasado y el presente se entrelazan en una configuración transformada: las arenas del desierto palestino y las cenizas del Este-europeo se ciernen, se mueven, y se mezclan con las arenas volcánicas de El Salvador, creando la textura del camino donde defino y expreso mi vivencia.
Muriel Hasbun

### Exposiciones fotográficas
- Todos los santos (Volcán de Izalco, amén) es una impresión plata gelatina (1996).[6][7]

- IX Bienal de Fotografía participó con "protegida" (México, 1999).[8]
- Serie fotográfica "X post facto" (2006). [4][9]
- Exposición de "Record: Cultural Pulses" en el Museo Whitney de Arte Estadounidense (2021). [10][11]

### Reconocimientos
- Ganó una beca Fulbright (Estados Unidos, 2006-2008) .[1]